# 微型裸腹蚤
微型裸腹蚤（学名：Moina micrura）为裸腹蚤科裸腹蚤属的动物。分布于亚洲、欧洲、美洲、非洲、大洋洲各地，属于嗜暖性物种。其常栖息于富营养型的浅水湖泊中以及在浅的池塘和间歇性水域中。